# Máté Vida
Máté Vida (Budapest, 8 marzo 1996) è un calciatore ungherese, centrocampista del Vasas.

## Carriera

### Club
Cresciuto nelle giovanili del Soltvadkert, si trasferisce al Vasas che, nel 2013, lo promuove in prima squadra. Il debutto arriva il 7 settembre 2013, nella gara esterna contro il Nyíregyháza. Dopo una prima parte di stagione in cui non gioca, si conquista un ruolo importante nella squadra, divenendo una pedina fondamentale nelle stagioni successive.

### Nazionale
Dopo aver disputato 4 gare con l'Under-18, nel novembre del 2014 viene convocato dall'Under-19, con cui debutta il 10 novembre, nella gara interna contro i pari età dell'Azerbaigian, valevole per le qualificazioni agli europei Under-19 2015. Nel marzo 2015 viene convocato dall'Under-20, con cui disputa in totale 5 gare. Nell'agosto 2015 viene convocato dalla nazionale Under-21. Il debutto arriva il 12 agosto, nell'amichevole Ungheria-Italia (0-0). Nel maggio 2016 viene convocato dalla nazionale maggiore, con cui debutta il 20 maggio, nell'amichevole Ungheria-Costa d'Avorio (0-0).

## Palmarès

### Club

#### Competizioni nazionali
- Nemzeti Bajnokság II: 2

Vasas: 2014-2015, 2021-2022